# Калина обыкновенная
У выражения «Калина красная» есть и другие значения, см. Калина красная.
Кали́на обыкнове́нная, или Калина кра́сная (лат. Vibúrnum ópulus) — листопадное древесное растение, вид рода Калина (Viburnum) семейства Калиновые (Viburnaceae). Ранее этот род относили к семейству Жимолостные (Caprifoliaceae), Адоксовые (Adoxaceae) или Бузиновые.
Плоды съедобны. Кора и плоды используются в народной медицине и фармакологии. Выведены декоративные красивоцветущие сорта.

## Ботаническое описание

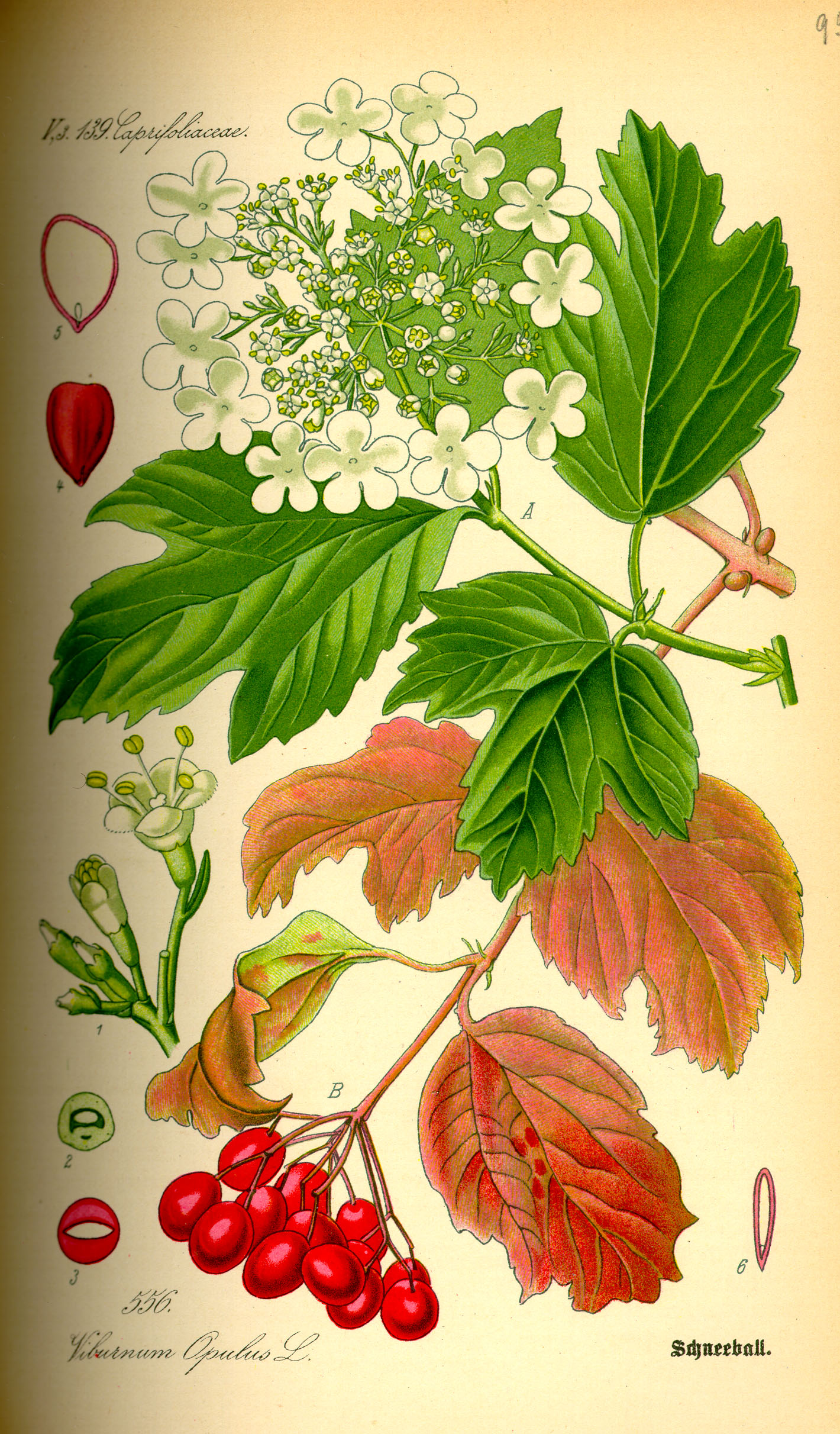

Калина обыкновенная — кустарник, реже дерево, с серовато-бурой корой, покрытой продольными трещинами, высотой 1,5-4 метра. Доживает до 50 лет и более.

### Побеги и почки
Побеги округлые, иногда ребристые, голые, местами серовато-белые, а вообще желтовато-бурые, иногда с красноватым оттенком. Чечевички крупные. Сердцевина беловатая с рыжеватым оттенком, более или менее шестигранная.
Почки с двумя сросшимися наружными чешуями, яйцевидные, немного заострённые, красновато-зелёные. Чешуи у основания зеленоватые или серые, сверху красно-бурые, слабо блестящие, безволосые, иногда клейкие. Бесплодные побеги заканчиваются одной конечной почкой, а плодовые — двумя ложно-конечными почками (между почками видно окончание побега). Боковые почки прижатые. Листовые рубцы листовых почек полностью соединяются.

### Листья
Листья черешковые, супротивные, широкояйцевидные или округлые, длиной 5—8 (10) см и 5—8 см шириной, трёх-пятилопастные, остроконечные, с округлым клиновидным неглубоко-сердцевидным основанием, с тремя главными пальчато расходящимися жилками, сверху тёмно-зелёные, голые, морщинистые, снизу серовато-зелёные, более или менее мягко и густо бархатисто опушённые, реже почти голые, кроме бородок в углах жилок; лопасти листьев заострённые или оттянутые в короткое остриё, средняя лопасть неравно четырёхугольная, с более или менее параллельными сторонами, несколько суженная у основания, реже, так же, как и боковые, яйцевидная; по краю средняя вверху, а боковые главным образом с наружней стороны, с крупными неравными островатыми или заострёнными зубцами, реже цельнокрайные; черешки 1—2 см длиной, бороздчатые, у основания с двумя приросшими остатками прилистников, наверху с двумя — четырьмя дисковидными желёзками. Осенью листья приобретают яркую окраску — от оранжево-красной до пурпурной.

### Соцветия и цветки

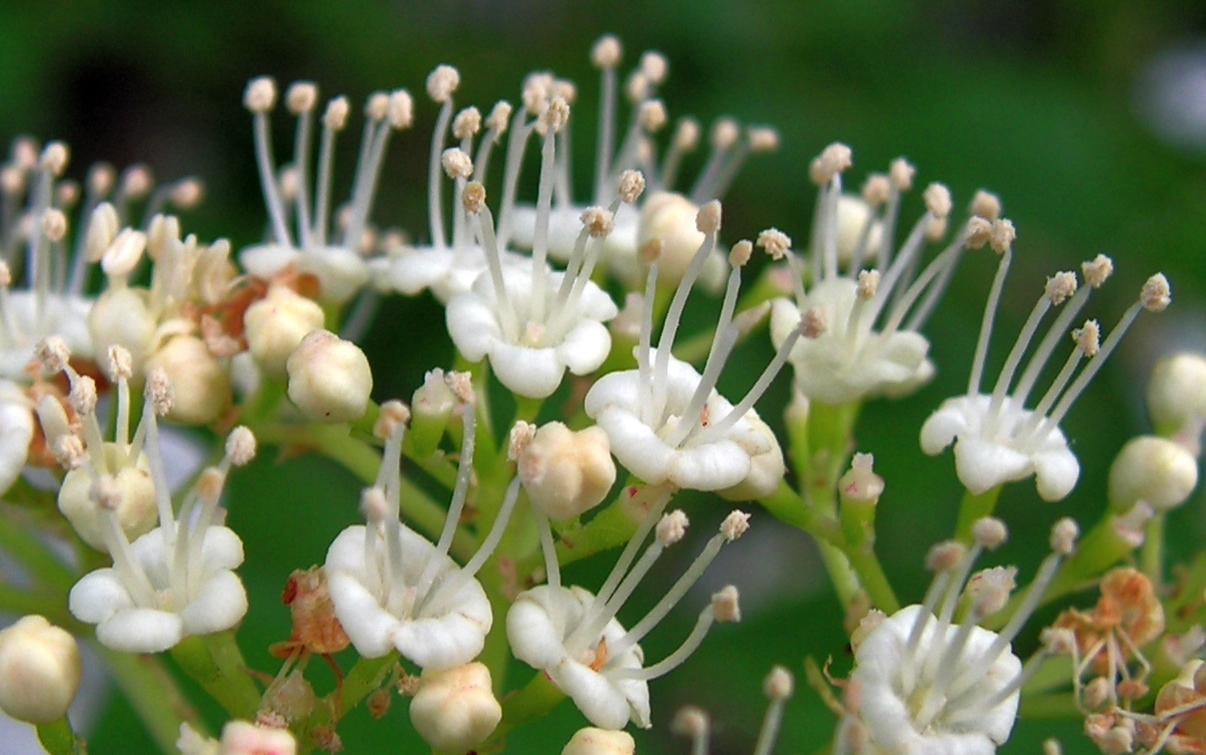
Цветки с торчащими тычинками крупным планом

Цветки гетероморфные, с двойным околоцветником, собраны в плоские зонтиковидные 6—8 лучевые метёлки 5—8 см в диаметре, на цветоносе 2,5—5 см длиной; все части соцветия голые или с рассеянными очень мелкими желёзками; краевые цветки на цветоножках 1—2 см длиной, бесплодные, плоские, белые, в 4-5 раз крупнее внутренних, 1—2,5 см в поперечнике, с пятью неравными обратнояйцевидными долями венчика; срединные — обоеполые, сидячие или почти сидячие, белые или розовато-белые, коротко-колокольчатые, около 5 мм в диаметре, с широкими тупыми лопастями, в 1,5 раза более длинными, чем трубочка. Соцветия расположены на верхушках молодых ветвей. Тычинок пять, они в 1,5 раза длиннее венчика, с жёлтыми пыльниками. Пестик с нижней трёхгнёздной цилиндрической завязью, с очень коротким коническим столбиком и трёхраздельным рыльцем. Цветёт в конце мая — начале июня в течение 10—14 (15—25) дней:303.
Пыльцевые зёрна трёхбороздно-оровые, шаровидной или эллипсоидальной формы. Длина полярной оси 24,2—25,3 мкм, экваториальный диаметр 19,8—25,3 мкм. В очертании с полюса округло-трёхлопастные, с экватора — округлые, реже эллиптические. Борозды шириной 4—5,5 мкм, длинные, с ровными краями, с оттянутыми заострёнными концами. Поры округлые, диаметром, равным ширине борозд или несколько шире. Мембрана борозд и пор гладкая или мелкозернистая. Толщина экзины 2,83 мкм. Стерженьки тонкие, плотностоячие, с округлыми головками, длина стерженьков 1,5—2 мкм. Скульптура сетчатая, ячейки сетки угловатые, часто вытянутые, с наибольшим диаметром 2—2,5 мкм, около борозд ячейки уменьшены до 0,5-0,6 мкм. Пыльца жёлтого цвета.
Формула срединных цветков: {\displaystyle \ast K_{(5)}\;C_{(5)}\;A_{5}\;G_{({\overline {3}})}}
, краевых — {\displaystyle \ast K_{(5)}\;C_{(5)}}.

### Плоды
Плоды — овальные или шаровидные ярко-красные костянки диаметром от 8 до 10 мм, с крупной (занимающей большую часть плода) сплюснутой широкосердцевидной, почти округлой косточкой длиной 7–9 мм, на верхушке коротко заострённой, с несколько неровной поверхностью. Вес 1000 семян 21-31 г, по другим данным 46 г:183. Сочные, но имеют горьковатый вяжущий вкус, после первых морозов горечь пропадает или становится меньше. Плоды созревают в августе — сентябре; в Ботаническом саду АН РФ — в конце сентября — начале октября. Срок хранения семян — 24 месяца:142.
Агротехника при посадке семян
Семена нуждаются в двухэтапной стратификации: первый этап — при 30 °C, а лучше при 20° (18 часов) и 30° (6 часов) или при воздействии переменной температуры 10° и 30° (6-15 месяцев) для доразвития зародыша, прорастания и развития корневой системы; второй этап — при 5-10° в течение 2-4 месяцев для устранения покоя эпикотиля и образования побега.
Посев семян в питомниках производится в октябре следующего за их сбором года:177.

### Распространение и экология
Нетребовательна к условиям, легко переносит засухи и морозы, однако, наиболее распространена в умеренном климате Европы и Азии. Встречается повсюду в Европейской части России, кроме севера и юго-востока, на Кавказе, в Западной Сибири к югу от 61° северной широты, в Восточной Сибири (в бассейнах рек Енисея и Ангары, в юго-западном Прибайкалье); в Казахстане (изолированные местонахождения в Западном и Северном Казахстане, Саур, Тарбагатай); в Средней Азии (единично в Джунгарском и Заилийском Алатау и в Чу-Илийских горах); в Западной Европе, в Малой Азии, Северной Африке.
Светолюбивое растение, но выносит некоторое затенение. В тени обычно не плодоносит. Мезофит, микротерм, мезотроф. В степных районах растёт обычно в устьях рек, в лесной зоне предпочитает увлажнённые почвы, встречается как на берегах водоёмов, так и на лесных полянах, опушках, на вырубках, входит в состав подлеска, никогда не доминируя в нём. Встречается в подлеске средне- и южнотаёжных лесов: на западе Русской равнины — из ели обыкновенной, в Предуралье — из ели сибирской и пихты сибирской, а также в темнохвойных лесах Кузнецкого Алатау. Входит в подлесок широколиственно-еловых лесов Эстонии, дубово-сосновых лесов Полесья, дубово-пихтово-еловых лесов Южного Урала, широколиственных лесов и лесостепи Украины, Кавказа, дубово-грабовых и грабинниково-дубовых лесов Крыма. Растёт в подлеске пойменных лесов: черноольховых; реже в пойменных дубняках; в тополёвниках в поймах рек Северного Кавказа. На Колхидской низменности встречается в подлеске ольшатников из ольхи чёрной. В Колхиде обильна на лесных болотах с торфяным грунтом в подлеске лапины и ольхи чёрной. На Алтае замечена в берёзово-осиновых лесах. В лесостепи и на севере степи создаёт пойменные кустарниковые заросли.
Насекомоопыляемое растение. Функцию привлечения насекомых в соцветии выполняют краевые бесплодные цветки. Основными опылителями являются жуки, а также питающиеся пыльцой двукрылые и перепончатокрылые.
Зоохор. Плоды до самой глубокой осени остаются на ветках и разносятся питающимися ими птицами. Сухие плоды и семена разносятся ветром. Размножается калина также отводками и корневыми отпрысками.

## Классификация

### Таксономия
Viburnum opulus L., 1753, Sp. Pl.: 268
Вид Калина обыкновенная относится к роду Калина (Viburnum) семейства Калиновые (Viburnaceae) порядка Ворсянкоцветные (Dipsacales). Кладограмма в соответствии с Системой APG IV по состоянию на декабрь 2023 года:
|  |                                      |  |                                   |                                   |                     |  | ещё 1 семейство | ещё 1 семейство |                     |  |  |  | еще 195 подтвержденных видов и 92 вида, ожидающих подтверждения |
|  |                                      |  |                                   |                                   |                     |  | ещё 1 семейство | ещё 1 семейство |                     |  |  |  | еще 195 подтвержденных видов и 92 вида, ожидающих подтверждения |
|  |                                      |  |                                   | порядок Ворсянкоцветные           |                     |  |                 |                 | род Калина          |  |  |  |                                                                 |
|  |                                      |  |                                   | порядок Ворсянкоцветные           |                     |  |                 |                 | род Калина          |  |  |  |                                                                 |
|  | отдел Цветковые, или Покрытосеменные |  |                                   |                                   | семейство Калиновые |  |                 |                 | Калина обыкновенная |  |  |  |                                                                 |
|  | отдел Цветковые, или Покрытосеменные |  |                                   |                                   | семейство Калиновые |  |                 |                 |                     |  |  |  |                                                                 |
|  |                                      |  | ещё 63 порядка цветковых растений | ещё 63 порядка цветковых растений |                     |  |                 | ещё 2 рода      | ещё 2 рода          |  |  |  |                                                                 |
|  |                                      |  |                                   | ещё 63 порядка цветковых растений |                     |  |                 |                 | ещё 2 рода          |  |  |  |                                                                 |

### Синонимы
- Opulus edulis J.Presl
- Opulus glandulosa Moench
- Opulus oxycoccos (Pursh) J.Presl
- Opulus palustris Gray
- Opulus vulgaris Borkh.
- Viburnum americanum Mill.
- Viburnum glandulosum Salisb.
- Viburnum lobatum Lam.
- Viburnum nanum Dippel
- Viburnum opuloides Muhl.
- Viburnum opulus f. glabrifolium Gajić
- Viburnum opulus subsp. americanum (Mill.) Piper & Beattie
- Viburnum opulus subsp. opulus
- Viburnum opulus subsp. trilobum (Marshall) R.T.Clausen
- Viburnum opulus var. flavum Horw.
- Viburnum opulus var. opulus –
- Viburnum opulus var. pimina Michx.
- Viburnum opulus var. subintegrifolium (Hook.) Torr. & A.Gray
- Viburnum opulus var. trilobum (Marshall) McAtee
- Viburnum opulus var. vasicii Gajić
- Viburnum oxycoccos Pursh
- Viburnum oxycoccos var. eradiatum Oakes
- Viburnum oxycoccos var. subintegrifolium Hook.
- Viburnum palustre Raf.
- Viburnum pinnina Raf.
- Viburnum primina Raf.
- Viburnum trilobum Marshall

## Растительное сырьё
В качестве лекарственного сырья используют плоды калины (лат. Fructus Viburni) и кору калины (Cortex Viburni). Плоды собирают в период полной зрелости, срезая вместе с плодоножками. Сушат в сушилках при температуре 60-80 °C или на воздухе под навесами, на чердаках, подвешивая их пучками. После сушки плодоножки отделяют. Кору собирают весной во время сокодвижения до распускания почек, подвяливают, затем сушат в сушилках при температуре 50-60 °C или в хорошо проветриваемых помещениях. Урожайность коры — 250—600 г/м2, с одного растения можно получить 45-140 г. Урожайность плодов в Кировской области в ельнике-зеленомошнике 18-23 кг/га.
Корни содержат эфирное масло, тритерпеноиды, витамин C и витамин K.
Ветви содержат эфирное масло, в его составе салицин, дубильные вещества.
Кора содержит углеводы и родственные соединения: целлюлозу, пектин, смолы (до 6,5 %), флобафен, фитостерин, мирициловый спирт; эфирное масло, в его составе органические кислоты: валериановая, муравьиная, уксусная, каприловая, капроновая, линоленовая; тритерпеноиды, иридоиды 2,73-5,73 %, сапонины, алкалоиды, витамин C, фенолкарбоновые кислоты и их производные: хлорагеновая, неохлорагеновая, кофейная, производные о-дигидроксикоричной кислоты, лигнин, дубильные вещества, катехин; кумарины: скополетин, эскулетин, скополин, эскулин; флавоноиды, антрахиноны, гликозид вибурнин, лейкоантоцианины; высшие жирные кислоты: миристиновая, пальмитиновая), стеариновая, олеиновая, линолевая, арахиновая, бегеновая, лигноцериновая, церотиновая.
Древесина содержит дубильные вещества.
Листья содержат виопуридаль, урсоловую кислоту, иридоиды, стероиды, алкалоиды, витамин C; фенолы и их производные: арбутин, фуркатин, салицин, сложные эфиры салицина; фенолкарбоновые кислоты и их производные: хлорагеновая, неохлорагеновая, кофейная, производные о-дигидроксикоричной кислоты; дубильные вещества, катехины; кумарины: скополетин, эскулетин, скополин, эскулин; флавоноиды: астрагалин, 3-галактозид, 3-рамнозид и 3,7-диклюкозид кверцетина, 3-глюкозид и 3,7-диглюкозид кемпферола; антоцианы: 3-глюкозид, 3-арабинозилсамбубиозид цианидина, пеонидин; высшие жирные кислоты: миристиновая, пальмитиновая, стеариновая, олеиновая, линолевая, линоленовая, арахиновая, бегеновая, лигноцериновая, церотиновая.
Цветки содержат урсоловую кислоту, флавоноиды: астрагалин, пеонозид, 3-глюкозид, 3-рамнозид и 3,7-диглюкозид кверцетина, кемпферол, 3-глюкозид и 3,7 диглюкозид кепферола.
В плодах имеются углеводы: сахароза, фруктоза, глюкоза, манноза, галактоза, ксилоза, рамноза, арабиноза, полисахариды; пектиновые вещества, органические кислоты: изовалериановая и уксусная (до 3 %); тритерпеноиды: олеоноловая и хедерагеновая кислоты и их ацетильные производные, урсоловая кислота; стероиды, витамин C (до 0,09 %) и каротин; фенолкарбоновые кислоты и их производные: хлорогеновая, неохлорогеновая, производные n-дигидроксикоричной кислоты; дубильные вещества (до 3 %), катехины, флавоноиды, самбуцин; высшие жирные кислоты: миристиновая, пальмитиновая, стеариновая, олеиновая, линолевая, линоленовая, арахиновая, бегеновая, лигноцериновая, цератиновая. Плоды богаты солями калия.
Семена содержат жирное масло (20 %), высшие жирные кислоты: миристиновая, пальмитиновая, стеариновая, олеиновая, линолевая, линоленовая, арахиновая.

## Витаминный состав
Калина — растение, обладающее уникальным витаминным составом. В 100 г содержится:
- 80-135 мг витамина С (аскорбиновой кислоты — примерно в 2 раза больше, чем в лимоне);
- 450—1350 мг витамина В3 (никотиновой кислоты, которая отвечает за снижение холестерина);
- 2,5 мг витамина А (каротина — естественный иммуностимулятор);
- 30 мг витамина К (обладает антигемморрагическим действием);
- 0,03 мг витамина В9 (фолиевой кислоты, которая понижает уровень «плохого» холестерина);
- 2 мг/г витамина Е (токоферола — природный антиоксидант);
- 248 мг молибдена;
- 17 мг магния;
- 10 мг селена (обладает свойством накапливаться);
- 0,8 мг меди;
- 6 мг марганца;
- 0,5 мг цинка;
- 0,3 мг железа;
- 0,06 мг хрома.

В составе также есть калий, кобальт, кальций.

## Значение и применение
Плоды дают красную краску, кора — чёрно-зелёную краску для шерсти, листья окрашивают ткани по протраве в различные тона.
В течение полутора месяцев (начиная с июня) даёт медоносным пчёлам нектар и пыльцу. Продуктивность нектара 15 кг/га.
Ценится в мелиоративных насаждениях как почвозащитное растение.

Калина обыкновенная
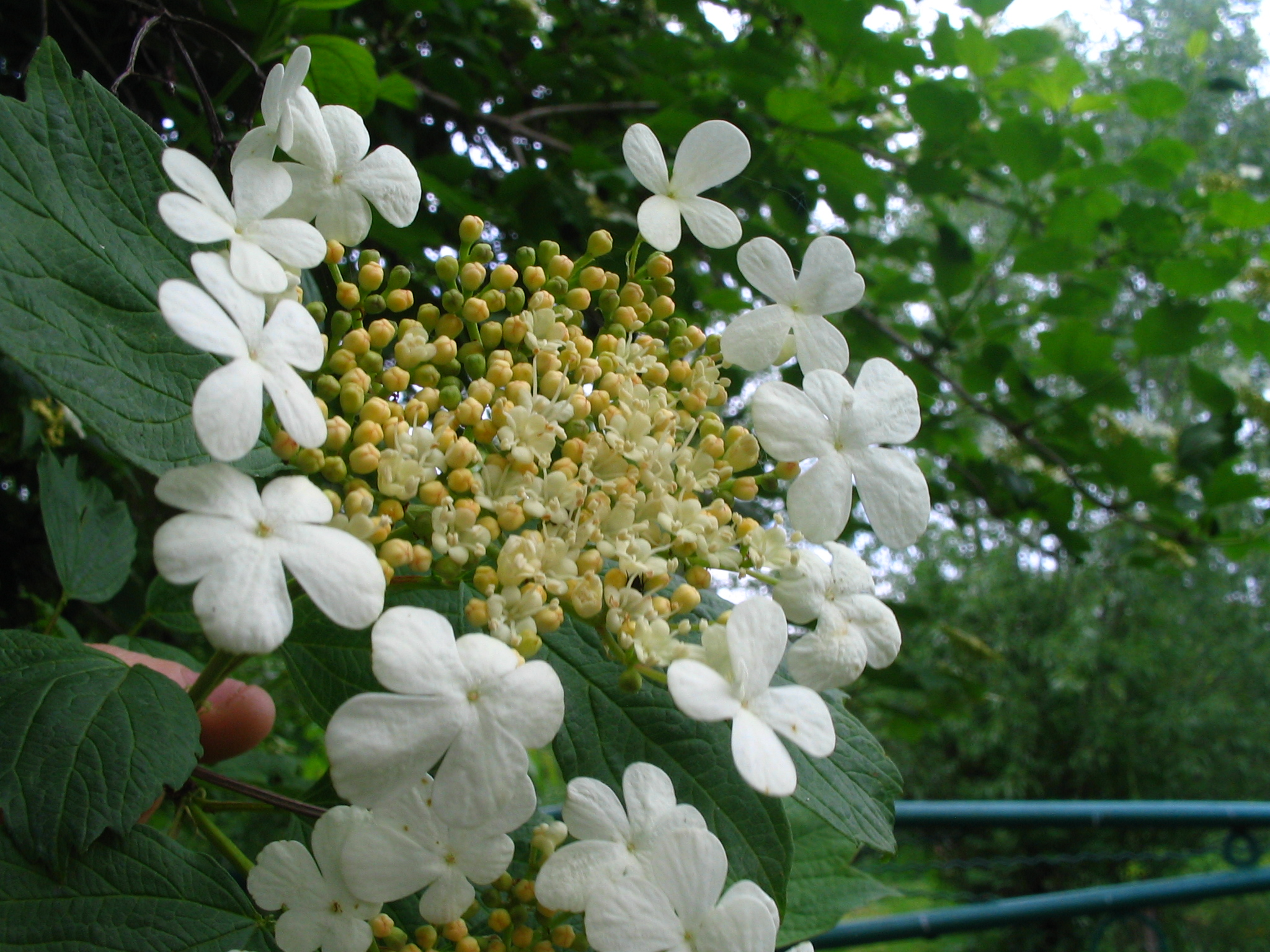
соцветие
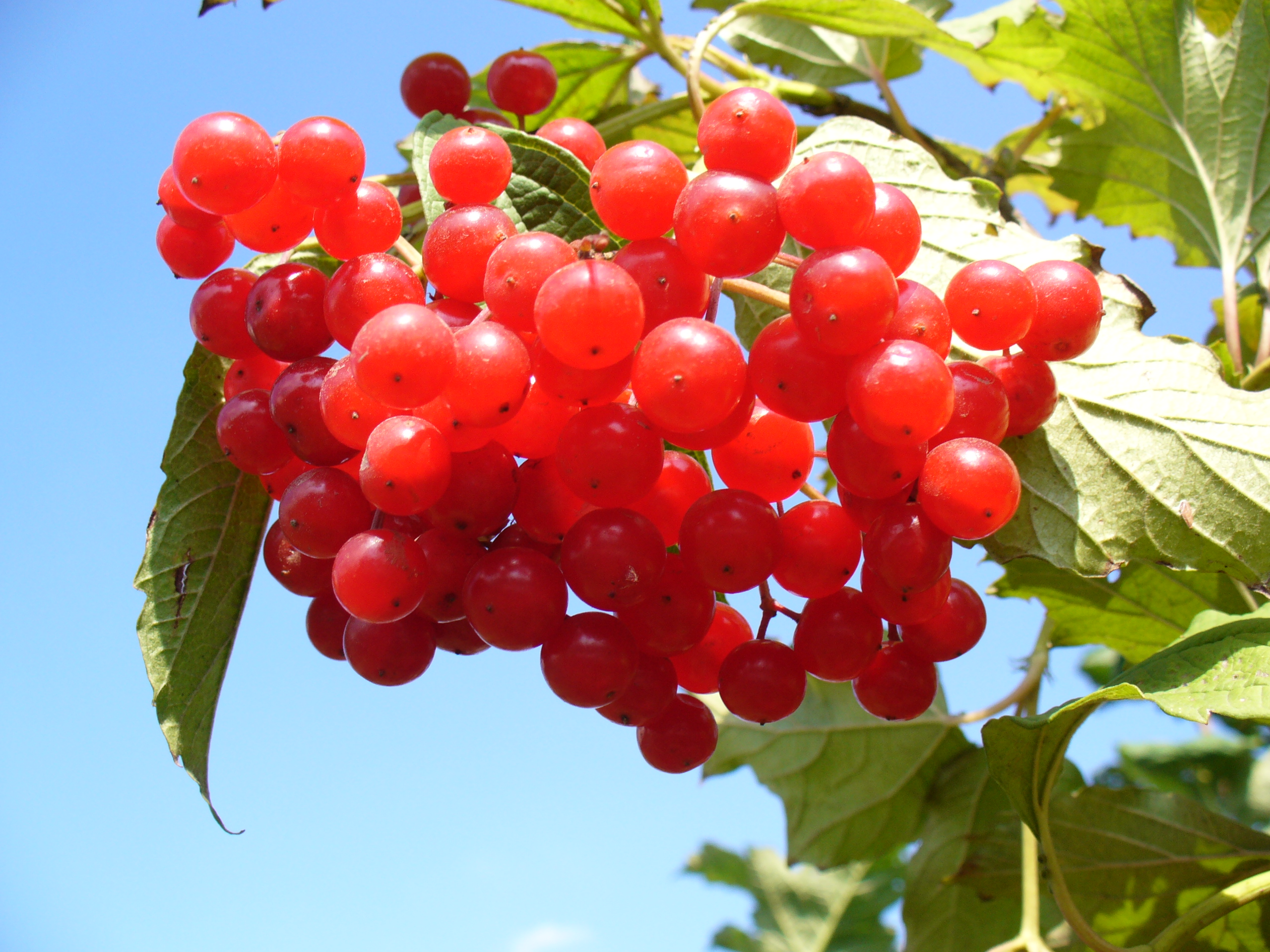
гроздь со спелыми ягодами
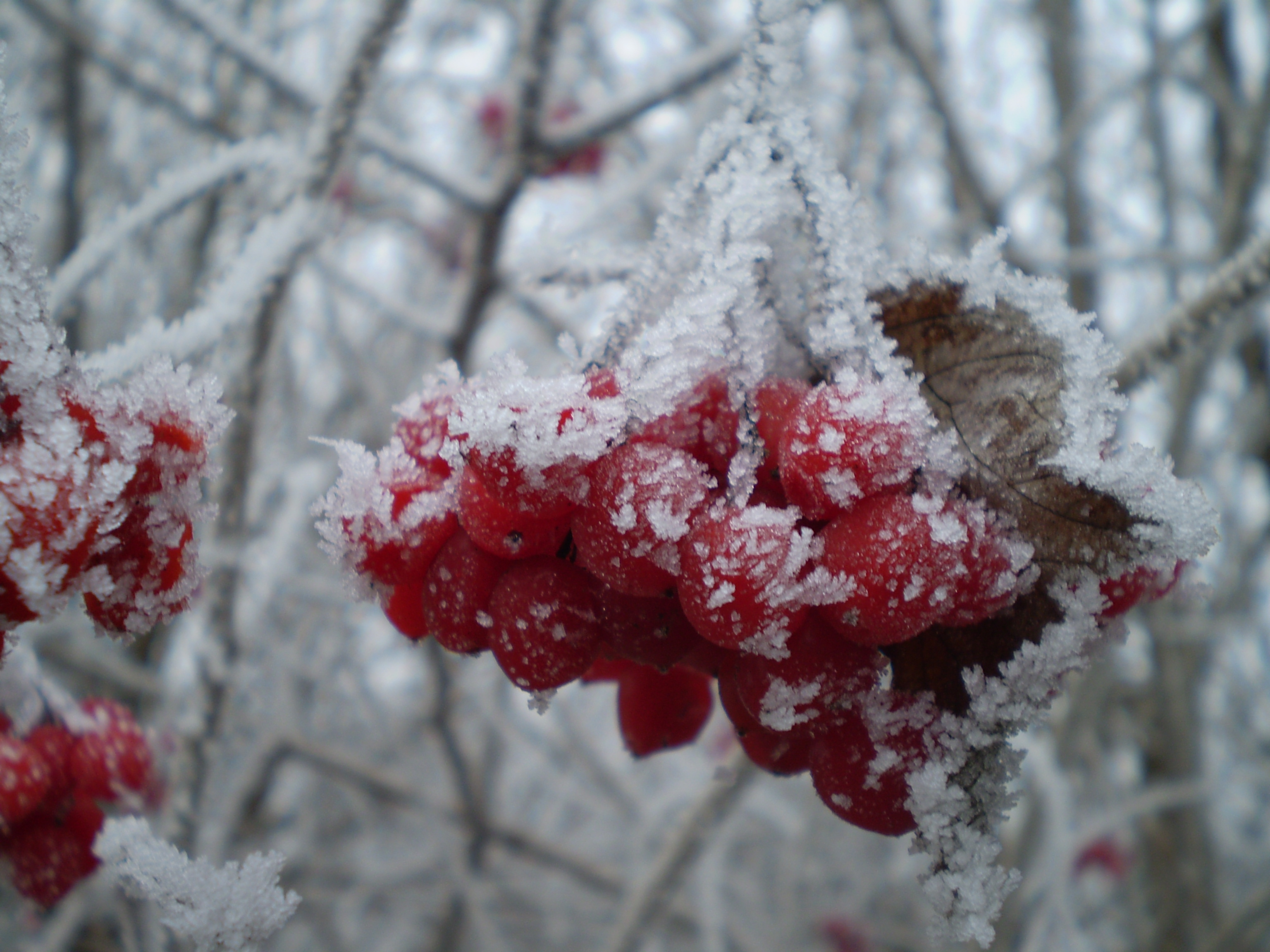
гроздь с ягодами под снегом

### В кулинарии
Плоды имеют своеобразный ароматический букет и горький привкус, который после заморозков пропадает. Ягоды используются для приготовления соков, наливок, настоек, вин, киселей, экстрактов, отличающихся острым кислым вкусом. Из них готовят также начинку для пирогов, приправы к мясным блюдам.
Благодаря высокому содержанию пектинов плоды используют для приготовления мармелада.
Из сока делают уксус.
Семена обладают тонизирующим действием, иногда их используют как заменитель кофе.

### В медицине
Кора, заготавливаемая в апреле — мае, используется в медицине. Она используется для уменьшения и остановки маточных кровотечений, а также при болезненных менструациях. Содержащийся в коре вибурнин усиливает тонус матки и обладает некоторым сосудосуживающим действием. Кора калины обыкновенной называется в фармацевтической практике «калиной русской». В практической медицине кора используется:
- в виде отвара, экстракта — как гемостатическое средство при метро- и меноррагиях[21][22], альгодисменореях, субинволюции миометрия в послеродовом периоде, в климактерический период[23][24][25][26], а также как гемостатическое и противовоспалительное средство при геморрое, заболеваниях желудочно-кишечного тракта[25];
- в виде настоя — как гипотензивное и седативное средство при неврозах, истерии, эпилепсии, гипертонической болезни[25][27][28];
- наружно — при катаральном гингивостоматите, пародонтозе[29];
- в составе сборов — при лечении сахарного диабета[30];
- в виде орошений, капель, ингаляций — при хроническом катаральном или остром рините, для профилактики острого тонзиллита, ларингита, при трахеобронхите[31].

Длительный приём препаратов коры калины снижает содержание холестерина в крови и показан при гипертонической болезни, атеросклерозе.
В гомеопатии используется эссенция коры при альгодисменорее и как спазмолитическое.
Свежие плоды и настой плодов используются как общеукрепляющее, потогонное, слабительное средство; при отёках сердечного и почечного происхождения, гипертонической болезни, неврозах, антацидных гастритах, колитах, заболеваниях печени, дерматитах; экстракт оказывает ранозаживляющее действие. Плоды в виде сбора применяют как витаминное средство, а также как усиливающее сокращение сердечной мышцы, диуретическое и потогонное.
В народной медицине широко используются все части калины. Отвар коры уменьшает и останавливает различные внутренние кровотечения, особенно маточные, усиливает тонус матки, суживает кровеносные сосуды и обладает противоспазматическим, противосудорожным и успокаивающим действием.
Калину обыкновенную широко употребляли в народной медицине различных стран:
- отвар ветвей — при респираторных инфекциях, болезнях горла, скрофулёзе, геморрое[35][36]; при злокачественных опухолях, язве желудка, асците; наружно — при конъюнктивитах[37][38][39];
- настой ветвей — регулирует кровообращение при язве голени[40];
- отвар коры — при респираторных заболеваниях, женских болезнях; как седативное, гемостатическое, противосудорожное при неврозе, истерии, эпилепсии, гипертонической болезни; в качестве контрацептивного; наружно — как антисептическое[27][41][42][43][44]; при отёках сердечного и почечного происхождения[11]; в Болгарии (в сборе отвар) — при миокардите[45]; смоченные отваром тампоны применяют при носовых кровотечениях[11];
- настой листьев — при ангине, как антигельминтное средство[46];
- листья, плоды — в Китае как рвотное и слабительное[47]; в Коми-Пермяцком автономном округе — при белях, отвар (местно) — при дерматомикозах и при гиперкератозе волосистой части головы[37];
- отвар, настой цветков — как отхаркивающее, потогонное, при респираторных заболеваниях; как вяжущее и диуретическое при диарее, желудочных коликах, для улучшения пищеварения, при жёлче- и мочекаменной болезни; наружно при туберкулёзе кожи, диатезах, экземах; для полосканий горла при ангине и для промывания ран;
- свежие ягоды — как слабительное, потогонное, дезинфицирующее при респираторных инфекциях, заболеваниях почек, желудка; в Карачаево-Черкесской автономной области — при гипосекреции желудка;
- измельчённые ягоды с мёдом — при раке прямой кишки;
- отвар, настой ягод — общеукрепляющее, витаминное, гипотензивное, диуретическое, желчегонное, противовоспалительное, седативное при гипертонической болезни, бессонницах, судорогах, истерии[11], респираторных инфекциях, язве желудка, фурункулах и карбункулах, экземах, в Коми-Пермяцком автономном округе — при язве желудка и двенадцатиперстной кишки, раке желудка и матки, болезнях печени; в сборе настойка — при лямблиозе;
- отвар ягод с мёдом — при респираторных инфекциях, охриплости голоса, асците, диарее, холецистите; коми — при жёлчнокаменной болезни;
- сок ягод — при бронхиальной астме, язве желудка, заболеваниях печени, истерии, головной боли, раке кожи, фиброзном раке;
- отвар семян — при диспепсии и как потогонное.

Сок свежих плодов в прошлом применяли для выведения веснушек и удаления угрей, для отбеливания кожи.
Отвар коры используется в ветеринарии как гемостатическое, улучшающее пищеварение средство. Отвар, настой цветков — при катаральном воспалении, для лечения ящура у крупного рогатого скота.

### В быту
В Нагорном Карабахе горцы применяли ветку калины с развилкой от «сглаза».

### В декоративном садоводстве
Калину выращивают в садах и парках как декоративное растение, выведены садовые формы и сорта, различающиеся высотой растения, цветом и формой листьев, сроками и интенсивностью цветения и так далее. Среди них, например, Viburnum opulus f. roseum L. (Viburnum opulus f. sterilis DC.), или 'Буль-де-неж' (бульденеж), или 'Снежный ком (шар)', где все цветки крупные, бесплодные, собраны в шаровидное соцветие.
Морозостойкий кустарник: выдерживает длительное понижение температуры до −25 — −35 °C и ниже:22. Теневынослива:25. К плодородию почвы среднетребовательная, произрастает на сравнительно небогатых супесчаных и подзолистых почвах:29. Калина почти не повреждается промышленными газами и не страдает от дыма.

## Некоторые сорта

### Декоративные

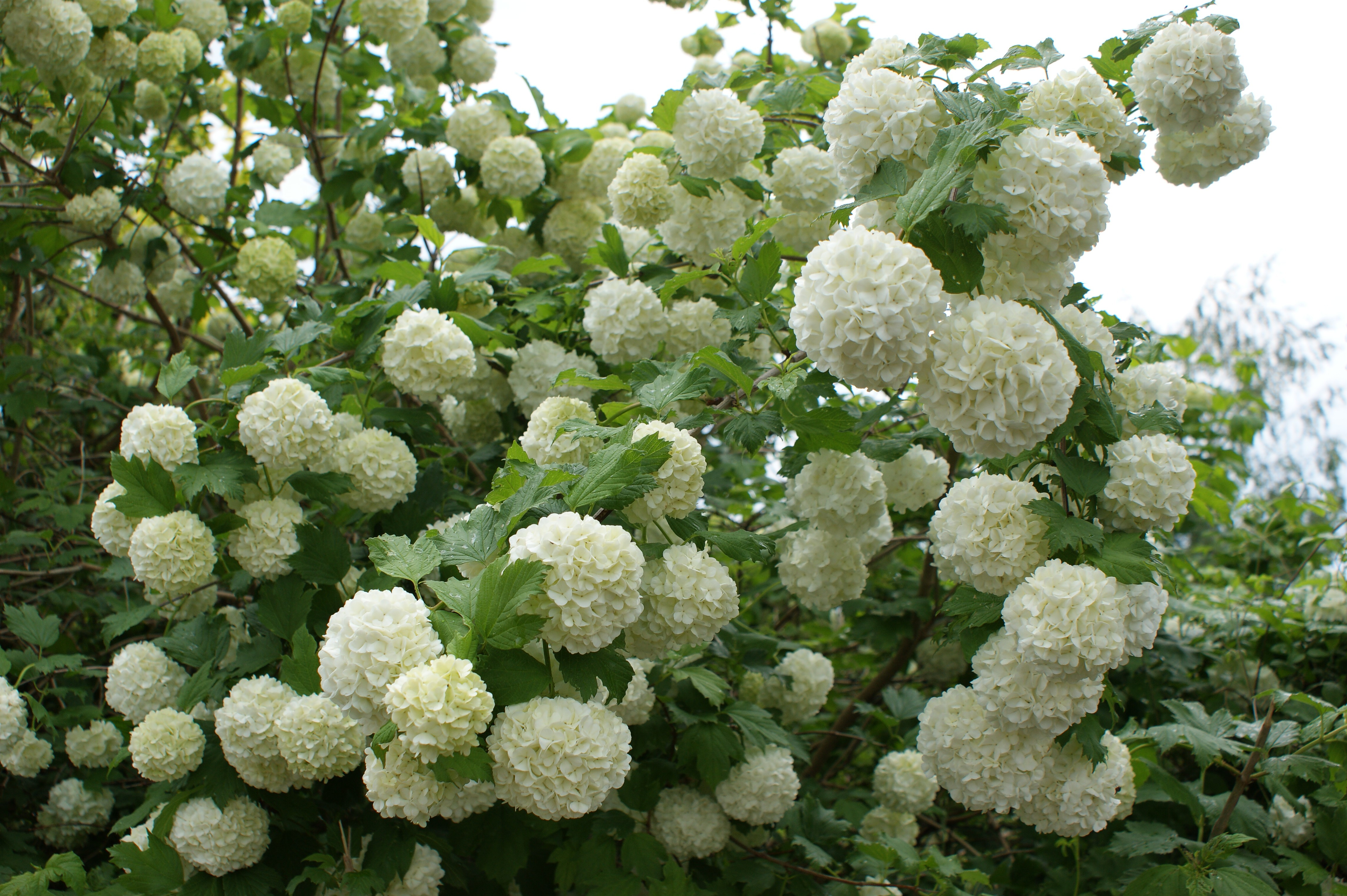
Viburnum opulus 'Roseum'

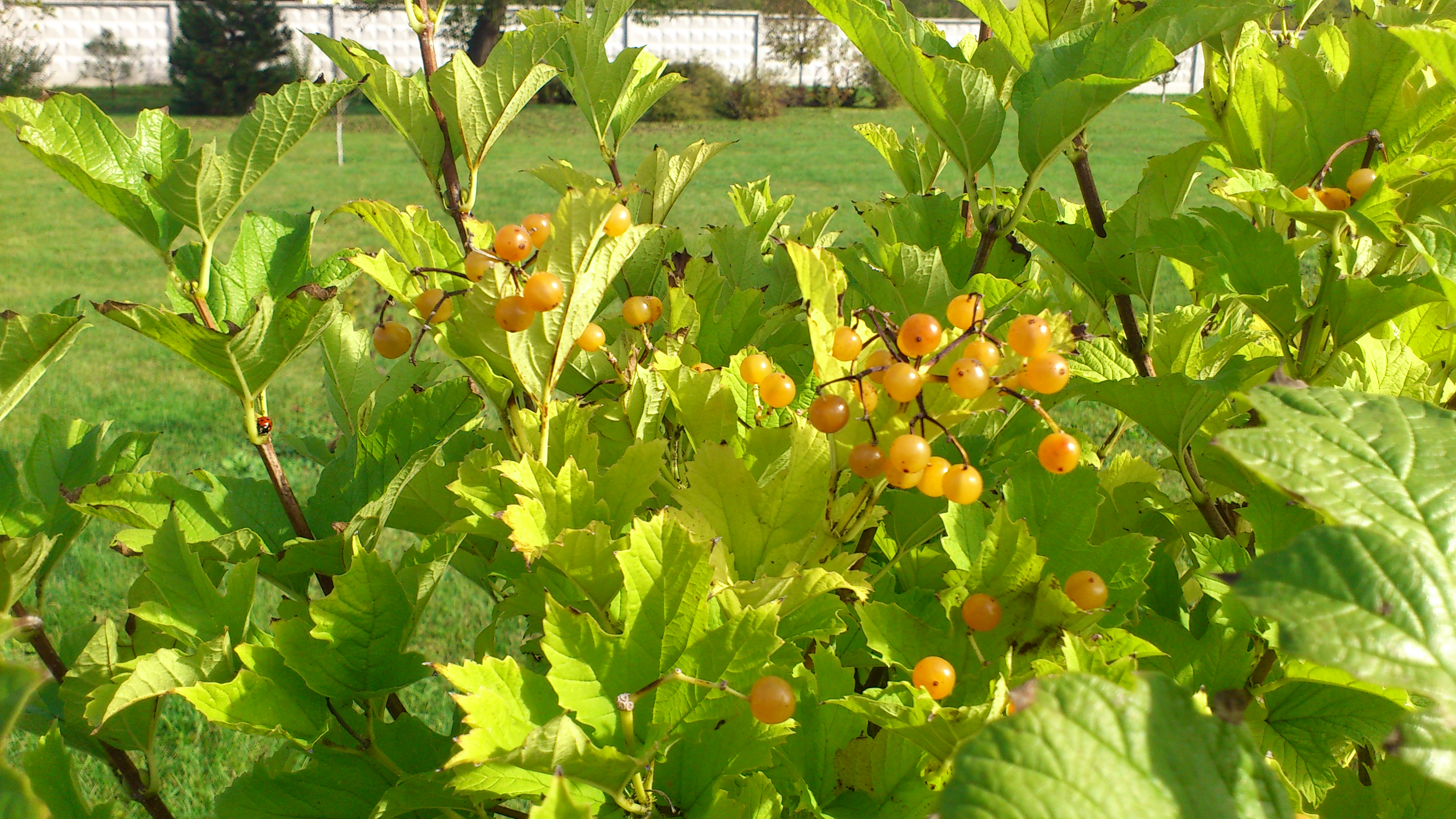
Viburnum opulus 'Xanthocarpum'

- 'Compactum' ('Компактум'). Высота кустов 1-1,5 м. В Москве 7-летние растения имеют высоту 1,5-2 м. Диаметр кроны 1,4-1,6 м. В ГБС в 5 лет высота 0,8 м, диаметр кроны 80 см. Крона плотная. Цветет в конце весны — начале лета в течение 2 недель. Цветки душистые, белые или белые с розоватыми. Плоды ярко-красные. Темп роста медленный. Цветет и плодоносит обильно, с 4-5 лет. Местоположение: солнце, полутень[50][51]. Зоны морозостойкости: 4-8[52][53].
- 'Harvest Gold' (syn.: 'Park Harvest', 'Aureum'). Молодые листья жёлтые, позже приобретают обычный для вида зелёный цвет. Цветки и плоды, как у номинальной формы[54].
- 'Kristy D.' (syn.: 'Variegatum'). Пестролистная форма[53].
- 'Nanum'. Высота около 60 см. Крона плотная. Цветы и плоды завязывает редко. Часто встречается в торговле[53].
- 'Roseum' ('Sterile', 'Розеум', 'Бульденеж'). Наиболее распространённый сорт калины обыкновенной. Получен во Франции селекционером Лемуаном. Высота кустов 2,5-4 м. Крона широкораскидистая. В Москве 50-летние растения достигают высоты 5-6,3 м, диаметр кроны 3,8-4,6 м. В ГБС в 25 лет высота 4,0 м, диаметр кроны 300 см. Соцветия шаровидные, состоят из бесплодных цветков, сначала зеленоватых, затем ярко-белых. При отцветании цветки розовеют. Цветение в июне — начале июля, обильное, продолжительность — более двух недель. Темп роста средний. Зимой частично обмерзает. Укореняется до 100 % весенних и летних черенков[51]. Зона зимостойкости (USDA-зона): 4-8[55].
- 'Xanthocarpum'. От типовой формы отличается плодами жёлтого цвета[53].

### Плодовые
Селекции ВНИИС имени И. В. Мичурина:
- 'Красный Коралл' — сорт среднего срока созревания. Зрелые плоды ярко-красные, округлой формы, массой до 0,9 г со слабогорьким вкусом, очень ароматные. Сорт отличается компактной формой среднерослого куста, высокой плотностью кисти и урожайностью, нередко превышающей 10 кг с куста. Имеет длительный срок хранения и высокую транспортабельность плодов универсального использования. Получен посевом семян от свободного опыления.
- 'Гранатовый Браслет' — сорт универсального назначения с темно-бордовыми плодами овальной формы, с плотной кожицей. Масса ягоды часто превышает 1 г. Плоды с приятным, слабогорьким вкусом пригодны для употребления в свежем виде. Кисть очень плотная, шарообразной формы. Урожайность высокая, в отдельные годы может достигать 15 кг плодов с куста. Отличительной особенностью сорта является его устойчивость к тле, раскидистая форма среднерослого куста. Получен посевом семян от свободного опыления.

Селекции НИИ садоводства Сибири им. М. А. Лисавенко:
- 'Таежный Рубин' — сорт среднего срока созревания, универсального назначения, самобесплодный. Куст высокий, до 3,5 м, с округло-овальной кроной. Плоды массой 0,5-0,6 г, шаровидной формы, темно-вишневые, слабо-горького, с небольшой сладостью, приятного вкуса. Средняя урожайность 9,5 кг с куста. Зимостойкий, влаголюбивый, не повреждается весенними заморозками . Устойчивый к вредителям и болезням.
- 'Зарница' — сорт технического назначения, с горько-кислым вкусом плодов. Созревшие плоды светло-красные эллипсоидально-заострённой формы. Масса плодов средняя, немного превышает 0,5 г. Кустарник средней величины, с урожайностью не выше 5 кг с куста.

Селекции ВНИИГ и СПР:
- 'Красная Гроздь' — сорт с прекрасным кисло-сладким вкусом со слабой горечью, пригоден для употребления в свежем виде. Масса плодов 0,74 г, общая урожайность 4 кг с куста.

## Вредители
- Листоед калиновый
- Листовёртка плоская калиновая

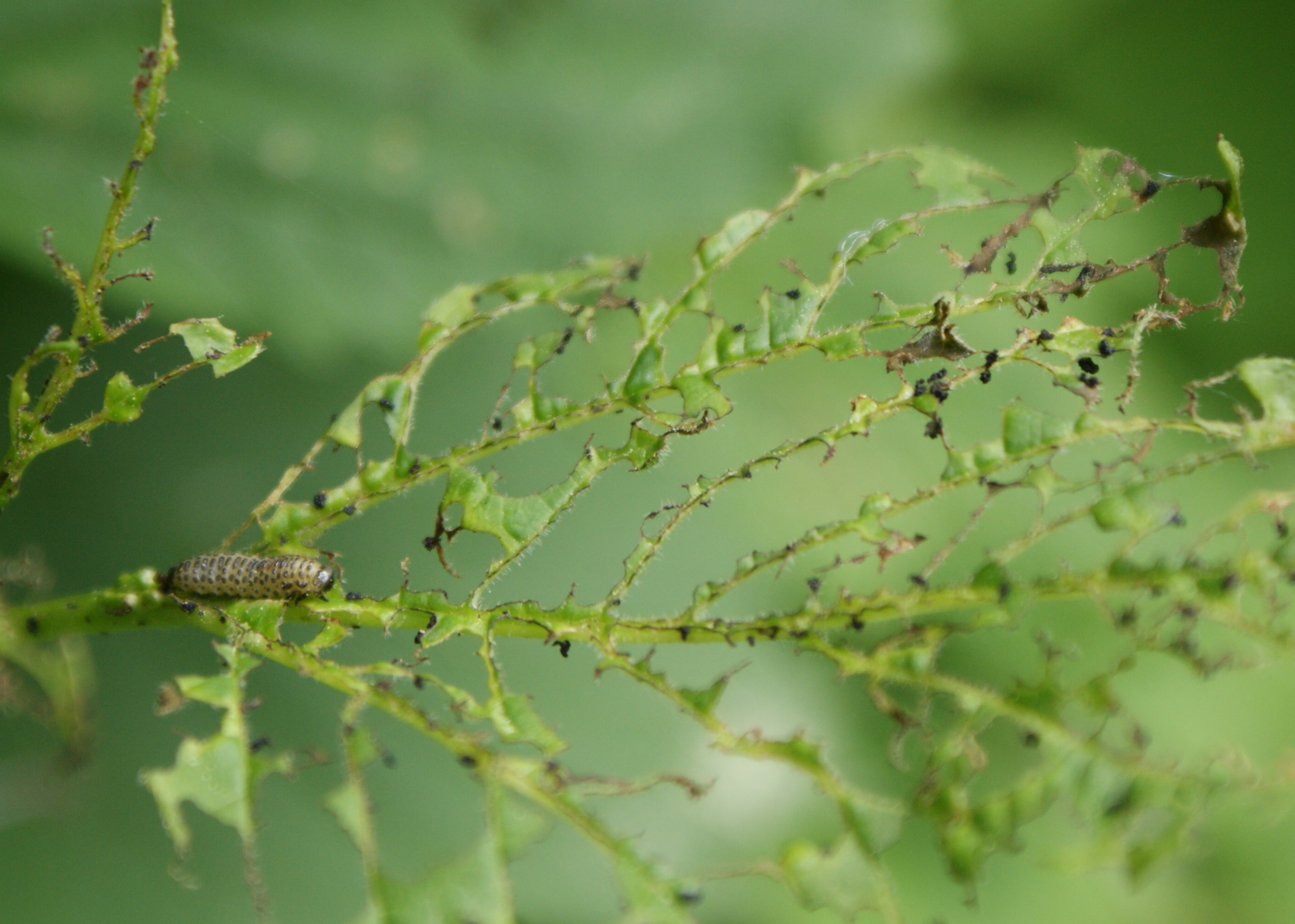
Лист калины, поражённой калиновым листоедом

- Свекловичная тля, Тля калиновая чёрная (Aphis viburni)
- Чёрная калинная тля
- Жимолостный шиповатый пилильщик
- Калинная галлица